# Mizolastine
Mizolastine (merknaam: Mizollen) wordt toegepast bij de behandeling van overgevoeligheidsreacties (antihistaminicum).

## Werking
Het wordt gebruikt bij het verlichten van verschijnselen van hooikoorts en bij langdurige (chronische) overgevoeligheid van de neus en ogen. Het wordt ook gebruikt bij huiduitslag met hevige jeuk en vorming van bultjes (urticaria).